# Gare de Houdemont
La Gare de Houdemont est une ancienne halte ferroviaire belge de la ligne 162, de Namur à Sterpenich, située à Houdemont, section de la commune de Habay dans la province de Luxembourg en région wallonne.
Elle est mise en service en 1882 par les chemins de fer de l'État belge et ferme en 1984.

## Situation ferroviaire
Établie à 351 mètres d'altitude, la gare de Houdemont est située au point kilométrique (PK) 118,5 de la ligne 162, de Namur à Sterpenich (frontière), entre le point d'arrêt de Rulles (fermé) et la gare de Habay.

## Histoire
Le point d'arrêt de Houdemont est mis en service le 31 août 1882 par les Chemins de fer de l'État belge sur la section de la ligne du Luxembourg en service depuis 1858. Il accède au range de halte le 15 septembre 1883.
Le bâtiment de la gare est adjugé en 1912
Houdemont fait partie des arrêts de la ligne 162 supprimés lors de l'instauration du plan IC-IR, le 3 juin 1984

## Patrimoine ferroviaire
Le bâtiment des recettes appartient au plan type 1893. Possiblement construit en deux étapes (eu égard à la différence de matériaux entre l'aile et le corps de logis, il comporte une aile de six travées (cinq côté voies) et disposait d'un auvent (marquise).